# Aphaenogaster mayri
Aphaenogaster mayri é uma espécie de inseto do gênero Aphaenogaster, pertencente à família Formicidae.